# 排出者責任
排出者責任（はいしゅつしゃせきにん）とは、廃棄物についての責任を規定したもの。
循環型社会形成推進基本法の第11条1項において、排出者責任として、廃棄物等の排出者が、自らの責任において、その排出した廃棄物等について、適正に循環的な利用又は処分等をすべきであるとの責務を規定している。